# Savo Vuletić
Savo Vuletić  (crnogorski: Саво Вулетић; Zeta, 21. siječnja 1871. – 1945.) bio je zastupnik Crnogorske stranke, publicist, crnogorski narodni tribun, borac Za Pravo, Čast i Slobodu Crne Gore, završio kao četnički savjetnik.
Tijekom studiranja u Beogradu 1899. navodno zbog sudjelovanja u neuspjelom atentatu na kralja Milana Obrenovića protjeran iz Srbije s grupom Crnogoraca. Potom na različitim dužnostima u crnogorskoj državnoj upravi, među ostalim ravnatelj luke Bar i tvornice duhana u Podgorici. Od 1905. biran za poslanika Crnogorske narodne skupštine.
Kao protivnik Podgoričke skupštine Vuletić je uhićen a 1920. poslat u prijevremenu mirovinu. 
Od osnutka je dužnosnik Crnogorske stranke. Biran je 1925. za zastupnika u parlamentu Kraljevine SHS.
Vuletić je tiskao i veliki broj domoljubnih tekstova u kojima je vatreno zastupao stajališta da je Crna Gora u jugoslavenskoj državi obespravljena.
U studenom 1944. prihvaća ponudu crnogorskih četnika i postaje član njihovog vojno-političkog organa Nacionalni komitet za Crnu Goru i Stari Ras. 
Sudjeluje koncem ožujka 1945. u pregovorima crnogorskih četnika sa svojim dugogodišnjim suradnikom dr. Sekulom Drljevićem oko osnutka Crnogorske narodne vojske i prijelaza četnika preko teritorija NDH za Sloveniju. 
S četnicima prolazi pakao Bitke na Lijevča polju, ali ga partizani u Sloveniji 1945. uhićuju i sprovode za Beograd.
Točan datum i mjesto izvršenja strijeljanja Sava Vuletića nisu poznati.

## Vanjske poveznice
- Spisak članova četničkog Nacionalnog komiteta Crne Gore (studeni (1944)  Arhivirana inačica izvorne stranice od 31. kolovoza 2004. (Wayback Machine)